# Mike Clark (Schlagzeuger)

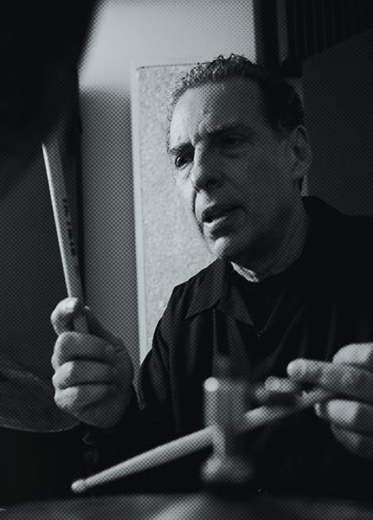
Mike Clark

Mike Clark (* 3. Oktober 1946 in Sacramento als Michael Jeffrey Clark) ist ein US-amerikanischer Jazz- und Fusion-Schlagzeuger, der vor allem durch seine Mitgliedschaft in Herbie Hancocks Band Headhunters bekannt wurde.

## Leben und Wirken
Mike Clark begann schon mit fünf Jahren mit dem Schlagzeug und hatte Unterricht bei seinem Vater; dieser nahm ihn schon früh in Jazzclubs mit. Ab Anfang der 1960er Jahre arbeitete er als freischaffender Musiker in der San Francisco Bay Area, 1967 bis 1971 im Trio von Vince Guaraldi und 1971 bei Woody Shaw.
Anfang der 1970er Jahre arbeitete er auch mit Mike Nock, Eddie Henderson, Joe Henderson, Mose Allison und mit einer eigenen Formation, zu der auch Jack Walrath und Paul Jackson gehörten. 1973 wurde er Mitglied der Fusionband The Headhunters, die von Herbie Hancock geleitet wurde. Er blieb bis 1976, arbeitete aber 1976/77 erneut mit ihm. Clarks Schlagzeugarbeit ist u. a. in Hancocks Album Thrust im Titel „Actual Proof“ zu hören.
1977/78 wechselte er zu der britischen Fusion-Band Brand X, in der er sich 1978/80 am Schlagzeug mit Phil Collins abwechselte. 1978/79 spielte er in der Bay Area mit Eddie Henderson und Julian Priester.  1980 zog er nach New York, wo er bis 1982 mit Walrath eine Band bildete. Nach einer Japan-Tournee mit Wayne Shorter und Hancock (1982) spielte er im Jack Wilkins Trio und war als freischaffender Musiker tätig; Clark arbeitete im Laufe seiner Karriere u. a. mit Künstlern wie  Chet Baker, Fred Wesley, Les Claypool und Charlie Hunter, 2019 im Marshall McDonald Jazz Project.
Clark war als Musikpädagoge am Drummers Collective in New York tätig.

## Diskographische Hinweise
- Give the Drummer Some (Stash Records, 1982, mit Jack Walrath, Ricky Ford, Neal Kirkwood, Jack Wilkins, Chip Jackson)
- Mike Clark & Paul Jackson: The Funk Stops Here (Enja, 1992)
- Mike Clark and friends:  Jim Payne's New York Funk (Gramavision, 1994)
- Master Drummers: Volume Three (Ubiquity, 1995)
- Summertime (Jazz Key Music, 1999)
- Actual Proof (Platform Records, 2000)
- Mike Clark, Paul Jackson/Marc Wagnon: Conjunction (Buckyball, 2002)
- Blueprints of Jazz: Vol. 1 (Talking House Records, 2009)
- Mike Clark & Michael Zilber: Mike Drop (Sunnyside 2021)[1]